# Вулиця Дмитра Бортнянського (Чернігів)
Вулиця Дмитра Бортнянського — вулиця в Деснянському районі міста Чернігова, історично склалася місцевість (район) Бобровиця. Пролягає від вулиці Кривоноса до вулиці Рахматуліна.
Примикають вулиці Урожайна, Шевченка, Вишнева, Сосницька.

## Історія
Робоча вулиця прокладена у 1960-х роках та була забудована індивідуальними будинками.
Перейменовано, коли село Бобровиця увійшло до складу міста Чернігова, оскільки у Чернігові вже була вулиця з цією назвою в історичній місцевості Землянки. В 1974 році вулиця отримала назву вулиця Олеко Дундича — на честь революціонера часів Громадянської війни Олеко Дундича .
19 лютого 2016 року вулиця отримала сучасну назву — на честь українського композитора з Глухова, диригента, співака Дмитра Степановича Бортнянського, згідно з Розпорядженням міського голови В. А. Атрошенком Чернігівської міської ради № 54-р «Про перейменування вулиць міста») .

## Забудова
Вулиця пролягає у південно-східному напрямку. Парна та непарна сторони вулиці зайняті садибною забудовою.